# Friends (8.ª temporada)
A oitava temporada de Friends, uma série de comédia de situação americana criada por David Crane e Marta Kauffman, estreou na National Broadcasting Company (NBC) em 27 de setembro de 2001 com o episódio "The One After 'I Do'". A série foi produzida pela Bright, Kauffman, Crane Productions em associação com a Warner Bros. Television. A temporada teve 24 episódios e foi concluída com "The One Where Rachel Has a Baby" em 16 de maio de 2002. Teve uma média de 24,5 milhões de telespectadores e foi a temporada de maior audiência da série.

## Elenco
| - Jennifer Aniston como Rachel Green - Courteney Cox como Monica Geller - Lisa Kudrow como Phoebe Buffay - Matt LeBlanc como Joey Tribbiani - Matthew Perry como Chandler Bing - David Schwimmer como Ross Geller | - Elliott Gould como Jack Geller - Christina Pickles como Judy Geller - Bonnie Somerville como Mona - Sean Penn como Eric - Alec Baldwin como Parker - James Michael Tyler como Gunther - Cole Sprouse como Ben | - Maggie Wheeler como Janice Hosenstein - Eddie Cahill como Tag Jones - Marlo Thomas como Sandra Green - Ron Leibman como Leonard Green - June Gable como Estelle Leonard - Brad Pitt como Will Colbert - Trudie Styler como ela mesma - Johnny Messner como Kash - Eddie McClintock como Clifford 'Cliff' Burnett - Sam McMurray como Doug |

## Episódios
| N.º na série | N.º na temp. | Título original (Título em português)                                                 | Dirigido por    | Escrito por                                                                    | Exibição original       | Cód. de produção | Audiência nos EUA (milhões) |
| --- | ------------ | ------------------------------------------------------------------------------------- | --------------- | ------------------------------------------------------------------------------ | ----------------------- | ---------------- | --------------------------- |
| 171 | 1            | "The One After 'I Do' " "Aquele Depois do 'Sim' "                                     | Kevin S. Bright | David Crane e Marta Kauffman                                                   | 27 de setembro de 2001  | 227401           | 31,70                       |
| A recepção do casamento de Monica e Chandler quase fica em segundo plano frente à notícia de que Rachel está grávida. Em outro lugar da festa, Ross tenta impressionar uma bela garota solteira; Chandler tem problemas com o piso da pista de dança; e Joey deseja impressionar um importante produtor da Broadway com quem a mãe de Chandler está saindo. Nota: O episódio foi dedicado "ao povo da cidade de Nova Iorque" para lembrar os ataques de 11 de setembro. |              |                                                                                       |                 |                                                                                |                         |                  |                             |
| 172 | 2            | "The One with the Red Sweater" "Aquele do Suéter Vermelho"                            | David Schwimmer | Dana Klein Borkow                                                              | 4 de outubro de 2001    | 227402           | 30,04                       |
| Prestes a deixarem o hotel onde o casamento foi realizado, Monica e Phoebe, empolgadas com a ideia, especulam sobre quem poderia ser o pai do bebê que Rachel espera. Rachel pondera até mesmo se ela deveria contar para o desavisado pai. Enquanto isso, Joey faz confusão achando que Phoebe está grávida e tem um gesto galante. Ross e Chandler tentam, desesperadamente, refazer as fotos do casamento posando ao lado de pessoas estranhas, uma vez que Chandler perdeu o filme de sua própria cerimônia. E Monica mal pode esperar para começar a abrir os tentadores presentes de casamento que recebeu. |              |                                                                                       |                 |                                                                                |                         |                  |                             |
| 173 | 3            | "The One Where Rachel Tells..." "Aquele em que Rachel Conta..."                       | Sheldon Epps    | Sherry Bilsing e Ellen Plummer                                                 | 11 de outubro de 2001   | 227403           | 29,20                       |
| Todo mundo parece saber quem é o pai do bebê de Rachel, exceto o próprio: Ross. Quando ele descobre, demonstra estar mais preocupado com outras questões do que com o seu relacionamento com Rachel. Enquanto isso, Phoebe e Joey mentem sobre um vazamento de gás somente para poderem entrar no apartamento de Monica e Chandler. |              |                                                                                       |                 |                                                                                |                         |                  |                             |
| 174 | 4            | "The One with the Videotape" "Aquele com o Videotape"                                 | Kevin S. Bright | Scott Silveri                                                                  | 18 de outubro de 2001   | 227406           | 25,58                       |
| A tentativa de Ross e Rachel para explicar para todos como eles acabaram indo para a cama seis semanas antes rapidamente descamba para uma briga para determinar quem procurou quem. Então, Ross choca todos ao anunciar que tudo o que aconteceu naquela noite foi gravado em vídeo. Enquanto isso, Monica e Chandler retornam de sua lua-de-mel, empolgados com a amizade que fizeram com um casal também recém-casado que encontraram no voo de volta... Até descobrirem que seus novos “amigos” deram a eles um número de telefone falso. |              |                                                                                       |                 |                                                                                |                         |                  |                             |
| 175 | 5            | "The One with Rachel's Date" "Aquele com o Encontro da Rachel"                        | Gary Halvorson  | Brian Buckner e Sebastian Jones                                                | 25 de outubro de 2001   | 227404           | 25,64                       |
| PRoss fica bem incomodado ao saber que Rachel sairá com um belo ator, Kash, ainda mais porque ela está esperando o bebê. Enquanto isso, Phoebe se sente atraída por um belo, porém desastrado, chef de cozinha, Tim, e protesta quando Monica pretende despedi-lo. Chandler sabota a promoção de um incomum colega de trabalho, Bob, que, por engano, o tem chamado de Toby nos últimos cinco anos. |              |                                                                                       |                 |                                                                                |                         |                  |                             |
| 176 | 6            | "The One with the Halloween Party" "Aquele da Festa de Halloween"                     | Gary Halvorson  | Mark Kunerth                                                                   | 1 de novembro de 2001   | 227405           | 26,96                       |
| Na festa de Dia das Bruxas realizada no apartamento de Monica, Phoebe conhece Eric, o amigável noivo de sua volúvel irmã, Ursula. Phoebe fica alarmada quando descobre que sua irmã está mentindo descaradamente para o confiável rapaz – e, ao mesmo tempo, também se sente atraída por ele. Monica vem disfarçada de Mulher-Gato e fica imaginando se poderia derrotar o personagem de Phoebe, Supergirl. Chandler usa a fantasia de um coelho rosado e confunde o traje de Ross – um Spudnik gigante – com algo que ele encontrou na calçada. Ainda, Rachel entrega todo o doce e ressentidamente decide presentear as “travessuras ou gostosuras” das crianças com cheques.                                                                    |              |                                                                                       |                 |                                                                                |                         |                  |                             |
| 177 | 7            | "The One with the Stain" "Aquele da Mancha"                                           | Kevin S. Bright | R. Lee Fleming Jr.                                                             | 8 de novembro de 2001   | 227407           | 24,24                       |
| Ross fica feliz ao saber que a grávida Rachel quer encontrar seu próprio apartamento. Ele sugere um imóvel vago no prédio onde mora, porém, mais tarde descobre que a velhinha que mora lá ainda não morreu, ao contrário do que ele presumiu. Ross encara uma competição pesada com o colega de apartamento de Rachel, Joey, que criou um berçário onde mora para persuadir Rachel a morar com ele. Enquanto isso, Phoebe fica em êxtase ao saber que Eric terminou o relacionamento com sua irmã gêmea, Ursula , para poder ficar com ela. Monica fica agitada ao saber que sua nova faxineira está roubando sua calça jeans, entre outras coisas.                                                                                               |              |                                                                                       |                 |                                                                                |                         |                  |                             |
| 178 | 8            | "The One with the Stripper" "Aquele da Stripper"                                      | David Schwimmer | Andrew Reich e Ted Cohen                                                       | 15 de novembro de 2001  | 227408           | 26,54                       |
| Bem nervosa, Rachel conta ao seu pai, o doutor Leonard Green, um homem de pavio curto, que ela espera o bebê de Ross. Dr. Green então confronta Ross em seu apartamento, bem quando ele estava se aconchegando com sua nova namorada, Mona . Enquanto isso, Monica se sente culpada por ter negado uma despedida de solteiro de verdade para Chandler, assim, faz os preparativos para que uma stripper faça suas performances para ele e seus amigos no apartamento. Infelizmente, a mulher que chega lá definitivamente não é o que Monica idealizou. |              |                                                                                       |                 |                                                                                |                         |                  |                             |
| 179 | 9            | "The One with the Rumor" "Aquele do Boato"                                            | Gary Halvorson  | Shana Goldberg-Meehan                                                          | 22 de novembro de 2001  | 227410           | 24,24                       |
| Neste episódio de Ação de Graças, o ator especialmente convidado Brad Pitt interpreta Will, um colega de escola de Monica que era o único estudante mais gordo do que ela. Ela o convida para o jantar de Ação de Graças com a turma, sem saber de que ele não é exatamente um grande fã de Rachel. Enquanto isso, Chandler e Phoebe fingem estar envolvidos com o jogo de futebol americano que está sendo televisionado, somente para não ter que ajudá-la na cozinha. E Joey jura ser capaz de comer um peru inteiro sozinho. |              |                                                                                       |                 |                                                                                |                         |                  |                             |
| 180 | 10           | "The One with Monica's Boots" "Aquele com as Botas da Monica"                         | Kevin S. Bright | História por : Robert Carlock Roteiro por : Brian Buckner e Sebastian Jones    | 6 de dezembro de 2001   | 227409           | 22,44                       |
| Chandler fica chateado quando Monica gasta uma fortuna em um luxuoso par de botas. Depois que descobre que seus sexys novos calçados machucam seus pés, Monica continua a usá-los mesmo assim, em vez de admitir que Chandler estava certo ao se preocupar. Enquanto isso, completamente obcecada por celebridades, Phoebe descobre que o filho de Ross, Ben, frequenta a mesma escola que o filho do astro do rock Sting. Ela tenta encontrar Sting e descolar ingressos para seu próximo show – até que conhece sua desconfiada esposa, Trudie Styler . Ainda, Rachel banca a mediadora entre um zangado Joey e sua irmã mais nova, Dina , que também está grávida.                                                                              |              |                                                                                       |                 |                                                                                |                         |                  |                             |
| 181 | 11           | "The One with Ross's Step Forward" "Aquele do Cartão Assustador"                      | Gary Halvorson  | Robert Carlock                                                                 | 13 de dezembro de 2001  | 227411           | 23,85                       |
| Ross fica nervoso quando sua nova namorada, Mona, quer enviar cartões de Natal com a fotografia dos dois neles. Quando Rachel começa a sentir os efeitos dos hormônios pululando na gravidez, busca desesperadamente um possível parceiro amoroso – incluindo o sempre acomodado Joey. Enquanto isso, os recém-casados Chandler e Monica devem lidar com o chefe de Chandler, que está encarando um divórcio. |              |                                                                                       |                 |                                                                                |                         |                  |                             |
| 182 | 12           | "The One Where Joey Dates Rachel" "Aquele em que Joey Namora Rachel"                  | David Schwimmer | Sherry Bilsing-Graham e Ellen Plummer                                          | 10 de janeiro de 2002   | 227412           | 25,53                       |
| Com a intenção de preparar Joey para o grande encontro que ele terá na noite seguinte, Rachel astutamente concorda em acompanhá-lo em um encontro preparatório. Entretanto, quando eles ficam prazerosamente surpreendidos com suas recém-descobertas compatibilidades, eles começam a se olhar de um jeito que nenhum deles poderia prever. Enquanto isso, Chandler orgulhosamente quebra o recorde no novo fliperama do Pac-Man de Monica, mas Phoebe jura retomar o primeiro lugar. E Ross finalmente pode ser professor de uma classe de honra, mas ela fica do outro lado da cidade e ele precisa quebrar todos os recordes de velocidade para chegar lá a tempo.                                                                             |              |                                                                                       |                 |                                                                                |                         |                  |                             |
| 183 | 13           | "The One Where Chandler Takes a Bath" "Aquele em que Chandler Toma Banho de Banheira" | Ben Weiss       | Vanessa McCarthy                                                               | 17 de janeiro de 2002   | 227413           | 29,24                       |
| À medida que Joey sofre escondendo seus verdadeiros sentimentos por Rachel, por engano, Monica pensa que ele está apaixonado por Phoebe. Quando Monica revela suas suspeitas para Phoebe, a grande confusão romântica instaurada torna-se caótica. Enquanto isso, Ross e Rachel concordam em não saber o sexo do bebê que está por vir, mas ela dá uma espiadela em um relatório confidencial do médico. Monica instiga um relutante Chandler a apreciar os prazeres relaxantes de um banho perfumado, mas em breve ela não consegue tirá-lo mais da banheira. |              |                                                                                       |                 |                                                                                |                         |                  |                             |
| 184 | 14           | "The One with the Secret Closet" "Aquele com o Armário Secreto"                       | Kevin S. Bright | Brian Buckner e Sebastian Jones                                                | 31 de janeiro de 2002   | 227414           | 28,64                       |
| Quando um preocupado Joey leva Rachel para o hospital por conta das dores que ela vem sentindo, ele percebe que o intenso sentimento romântico que tem por ela está excluindo Ross das alegrias da paternidade. Enquanto isso, Chandler fica obcecado para descobrir o que existe por trás da porta trancada do closet secreto de Monica. E Monica concorda em deixar Phoebe massageá-la – mas Phoebe se arrepende profundamente disso ao testemunhar Monica gemendo durante a massagem de maneira bem sugestiva. |              |                                                                                       |                 |                                                                                |                         |                  |                             |
| 185 | 15           | "The One with the Birthing Video" "Aquele com o Vídeo do Parto"                       | Kevin S. Bright | Dana Klein Borkow                                                              | 7 de fevereiro de 2002  | 227415           | 28,64                       |
| Monica prepara um Dia dos Namorados especial e divertido para Chandler, com direito a lingerie sexy e atividades bem picantes. Entretanto, Chandler está chocado demais para responder favoravelmente aos estímulos, depois que acidentalmente assistiu à fita de vídeo errada: um vídeo de parto destinado à Rachel. Enquanto isso, Ross tem dificuldades para informar sua namorada, Mona , de que Rachel se mudou para o seu apartamento. Seu esquema para conquistar Mona com um encontro perfeito no Dia dos Namorados é frustrado quando ela chega ao seu apartamento de surpresa. Ainda, Phoebe tenta levantar o astral de Joey lhe trazendo o cãozinho mais animado do mundo.                                                              |              |                                                                                       |                 |                                                                                |                         |                  |                             |
| 186 | 16           | "The One Where Joey Tells Rachel" "Aquele em que Joey Conta Para Rachel"              | Ben Weiss       | Andrew Reich e Ted Cohen                                                       | 28 de fevereiro de 2002 | 227416           | 27,52                       |
| Cheio de culpa, Joey finalmente confessa seu amor por Rachel para um atônito e mudo Ross. Os rapazes concordam que Joey deveria revelar seus sentimentos para Rachel durante o jantar, apesar das potenciais consequências. Enquanto isso, Chandler fica nervoso ao descobrir que o novo e belo namorado de Phoebe, Don, compartilha inúmeros traços de personalidade com Monica. |              |                                                                                       |                 |                                                                                |                         |                  |                             |
| 187 | 17           | "The One with the Tea Leaves" "Aquele com as Folhas de Chá"                           | Gary Halvorson  | História por : R. Lee Fleming Jr. Roteiro por : Steven Rosenhaus               | 7 de março de 2002      | 227417           | 26,30                       |
| Sentindo-se meio estranho depois de revelar seus sentimentos por Rachel, Joey evita contato com ela. Rachel espera restaurar a amizade entre eles contando a Joey uma grande mentira sobre seu bebê. Enquanto isso, depois de examinar folhas de chá, Phoebe acredita que encontrará o homem dos seus sonhos – e brevemente ela encontra um sujeito muito bonito, Parker. E Ross tenta recuperar sua camiseta rosa favorita no apartamento de sua ex-namorada, Mona. |              |                                                                                       |                 |                                                                                |                         |                  |                             |
| 188 | 18           | "The One in Massapequa" "Aquele em Massapequa"                                        | Gary Halvorson  | História por : Peter Tibbals Roteiro por : Mark Kunerth                        | 28 de março de 2002     | 227418           | 22,05                       |
| Monica fica desarticulada durante seu brinde aos 35 anos de casados de seus pais, Jack e Judy, e se arrepende de ter se oferecido para fazer o discurso no lugar de Ross. Phoebe apresenta seu novo namorado, Parker um otimista efusivo que é tão entusiasmado com tudo, que chega a irritar as pessoas. Enquanto isso, Ross fica embasbacado quando Jack e Judy perguntam se ele e Rachel pretendem se casar, a fim de evitar um potencial escândalo. |              |                                                                                       |                 |                                                                                |                         |                  |                             |
| 189 | 19           | "The One with Joey's Interview" "Aquele com a Entrevista do Joey"                     | Gary Halvorson  | Doty Abrams                                                                    | 4 de abril de 2002      | 227424           | 22,59                       |
| Agora que retomou seu papel na novela Days of Our Lives, Joey está empolgado ao ver seu nome usado em uma palavra cruzada. Entretanto, fica relutante para deixar que a revista faça um perfil dele, porque na última vez que deu uma entrevista, ele teve muitos problemas, a ponto de ser demitido do seu trabalho. Muito disposta a ter seu nome impresso na revista, Rachel o convence a reconsiderar a entrevista e a citá-la, mas Joey insiste para que todos seus amigos estejam presentes na entrevista para que garantam que ele não diga nada polêmico desta vez. Os amigos lembram velhas histórias sobre situações indiscretas de Joey, em uma série de clipes retirados de episódios anteriores. Sasha Alexander é a atriz convidada. |              |                                                                                       |                 |                                                                                |                         |                  |                             |
| 190 | 20           | "The One with the Baby Shower" "Aquele com o Chá de Bebê"                             | Kevin S. Bright | Sherry Bilsing-Graham e Ellen Plummer                                          | 25 de abril de 2002     | 227421           | 22,24                       |
| Rachel entra em pânico durante uma festa de antecipação do nascimento do seu bebê, porque percebe o quão totalmente despreparada está para cuidar de um recém-nascido. Relutantemente, concorda em permitir que sua frustrante mãe, Sandra , venha morar com ela para ajudá-la, deixando Ross bem chateado. Enquanto isso, Monica tenta se desculpar por ter se esquecido de convidar Sandra para a festa. Chandler e Ross ficam exaustos por terem jogado repetidamente um embriagante jogo no intuito de preparar Joey para um teste para um desses programas de jogos da televisão. |              |                                                                                       |                 |                                                                                |                         |                  |                             |
| 191 | 21           | "The One with the Cooking Class" "Aquele com a Aula de Culinária"                     | Gary Halvorson  | História por : Dana Klein Borkow Roteiro por : Brian Buckner e Sebastian Jones | 2 de maio de 2002       | 227419           | 23,97                       |
| Quando a comida no restaurante de Monica é duramente criticada em um jornal, ela vai a uma aula de criticismo ministrada pelo autor do texto, esperando convencê-lo a rever sua posição. Entretanto, depois que ele rejeita Monica, ela se transfere para uma aula de culinária para iniciantes, onde é saudada como um gênio da cozinha. Enquanto isso, Rachel fica irritada quando uma bela vendedora, Katie, flerta com Ross bem quando ele e Rachel estão comprando artigos para o bebê deles. Ainda, nervoso com uma entrevista para um grande emprego, Chandler recebe alguns conselhos bem questionáveis de Phoebe. |              |                                                                                       |                 |                                                                                |                         |                  |                             |
| 192 | 22           | "The One Where Rachel is Late" "Aquele em que Rachel Está Atrasada"                   | Gary Halvorson  | Shana Goldberg-Meehan                                                          | 9 de maio de 2002       | 227420           | 24,32                       |
| Quando a data para o nascimento do bebê de Rachel supera a projeção inicial, as dores que sente deixam-na cada vez mais e mais irritável – e disposta a tentar qualquer coisa que talvez possa acelerar este processo. Enquanto isso, Monica e Phoebe apostam qual será o dia em que o bebê nascerá. Ainda, Joey pode levar somente um acompanhante na première do filme sobre Primeira Guerra Mundial que ele estrela, e ele escolhe Chandler. Infelizmente, Chandler cai no sono durante a projeção do filme, deixando Joey furioso. |              |                                                                                       |                 |                                                                                |                         |                  |                             |
| 193 194 | 2324         | "The One Where Rachel Has a Baby" "Aquele em que Rachel tem o Bebê"                   | Kevin S. Bright | Scott SilveriMarta Kauffman e David Crane                                      | 16 de maio de 2002      | 227422 227423    | 34,91                       |
| Neste episódio final, Rachel está na maternidade acompanhada por um ansioso Ross. Entretanto, várias outras mulheres vão tendo seus bebês e saindo em alta, enquanto Rachel continua em trabalho de parto. Entusiasmados com a ideia de serem pais, Chandler e Monica procuram um lugar reservado onde possam iniciar o processo. Enquanto isso, Phoebe se sente atraída por um belo paciente, Cliff. Ela pede que Joey interprete seu antigo personagem de novela, o doutor Drake Ramoray, para descobrir mais informação sobre Cliff. |              |                                                                                       |                 |                                                                                |                         |                  |                             |

## Audiência
| Nº. na série | Nº na temporada | Episódio                              | Exibição                | Rating/Share (18–49) | Espectadores (m) | Posição na semana |
| ------------ | --------------- | ------------------------------------- | ----------------------- | -------------------- | ---------------- | ----------------- |
| 171          | 1               | "The One After 'I Do'"                | 27 de setembro de 2001  | 19.5/31              | 31.70            | #1                |
| 172          | 2               | "The One with the Red Sweater"        | 4 de outubro de 2001    | 18.9/31              | 30.04            | #1                |
| 173          | 3               | "The One Where Rachel Tells Ross"     | 11 de outubro de 2001   | 17.9/26              | 29.20            | #1                |
| 174          | 4               | "The One with the Videotape"          | 18 de outubro de 2001   | 16.0/25              | 25.58            | #2                |
| 175          | 5               | "The One with Rachel's Date"          | 25 de outubro de 2001   | 16.1/25              | 25.64            | #2                |
| 176          | 6               | "The One with the Halloween Party"    | 1 de novembro de 2001   | 16.8/25              | 26.96            | #2                |
| 177          | 7               | "The One with the Stain"              | 8 de novembro de 2001   | 15.2/23              | 24.24            | #2                |
| 178          | 8               | "The One with the Stripper"           | 15 de novembro de 2001  | 16.1/25              | 26.54            | #2                |
| 179          | 9               | "The One with the Rumor"              | 22 de novembro de 2001  | 12.7/25              | 24.24            | #3                |
| 180          | 10              | "The One with Monica's Boots"         | 6 de dezembro de 2001   | 14.0/23              | 22.44            | #2                |
| 181          | 11              | "The One with Ross's Step Forward"    | 13 de dezembro de 2001  | 14.9/25              | 23.85            | #2                |
| 182          | 12              | "The One Where Joey Dates Rachel"     | 10 de janeiro de 2002   | 16.1/24              | 25.53            | #2                |
| 183          | 13              | "The One Where Chandler Takes a Bath" | 17 de janeiro de 2002   | 17.5/27              | 29.24            | #1                |
| 184          | 14              | "The One with the Secret Closet"      | 31 de janeiro de 2002   | 17.8/28              | 28.64            | #3                |
| 185          | 15              | "The One with the Birthing Video"     | 7 de fevereiro de 2002  | 17.8/28              | 28.64            | #2                |
| 186          | 16              | "The One Where Joey Tells Rachel"     | 28 de fevereiro de 2002 | 17.4/27              | 27.52            | #1                |
| 187          | 17              | "The One with the Tea Leaves"         | 7 de março de 2002      | 16.3/25              | 26.30            | #2                |
| 188          | 18              | "The One in Massapequa"               | 28 de março de 2002     | 13.7/23              | 22.05            | #4                |
| 189          | 19              | "The One with Joey's Interview"       | 4 de abril de 2002      | 14.7/24              | 22.59            | #4                |
| 190          | 20              | "The One with the Baby Shower"        | 25 de abril de 2002     | 14.4/23              | 22.24            | #3                |
| 191          | 21              | "The One with the Cooking Class"      | 2 de maio de 2002       | 15.4/25              | 23.97            | #3                |
| 192          | 22              | "The One Where Rachel is Late"        | 9 de maio de 2002       | 15.4/26              | 24.32            | #3                |
| 193 / 194    | 23 / 24         | "The One Where Rachel Has a Baby"     | 16 de maio de 2002      | 21.1/34              | 34.91            | #1                |